# Pitcairnia killipiana
Pitcairnia killipiana är en gräsväxtart som beskrevs av Lyman Bradford Smith. Pitcairnia killipiana ingår i släktet Pitcairnia och familjen Bromeliaceae. Inga underarter finns listade i Catalogue of Life.